# Gothowitzova deviace
Gothowitzova deviace je třetí díl třetí řady amerického televizního seriálu Teorie velkého třesku. V této epizodě hostují Molly Morgan, Sarah Buehler a Andy Mackenzie. Režisérem epizody je Mark Cendrowski.

## Děj
Penny se v bytě rozbije postel, což ji nutí na pár dní přespávat v bytě u Sheldona s Leonardem. V rámci toho si Sheldon snaží podmiňovat Penny tím, že jí pokaždé, když udělá něco v jeho prospěch, odmění kouskem čokolády (čímž se domnívá, že dělá správnou věc). Mezitím se Raj s Howardem snaží najít si partnerky tím, že zavítají do "gothického" klubu (samozřejmě v patřičném přestrojení). Podaří se jim opravdu dvě děvčata (Molly Morgan a Sarah Buehler) oslovit, z dalšího seznamování s nimi však sejde, když je holky přesvědčí, aby si všichni spolu šli nechat udělat "další" tetování.

## Obsazení
| Johnny Galecki | Leonard Hofstadter |
| Jim Parsons    | Sheldon Cooper     |
| Kaley Cuoco    | Penny              |
| Simon Helberg  | Howard Wolowitz    |
| Kunal Nayyar   | Raj Koothrappali   |
| Molly Morgan   | Bethany            |
| Sarah Buehler  | Sarah              |
| Andy Mackenzie | Skeeter            |